# Webcam-Model
Webcam-Model (weiblich auch Camgirl – Cam-Girl oder Webcamgirl; männlich als Camboy; Cam-Boy oder Webcamboy) sind Personen, die sich über Webcam und Live-Streaming im Internet darstellen und präsentieren, überwiegend in Bezug auf sexuelle Aktivitäten. Im englischsprachigen Raum wurde erstmals um die Jahrtausendwende cam whore („Webcam-Hure“) gebraucht für Camgirls, die sexuelle Dienstleistungen im Austausch gegen Aufmerksamkeit, Bezahlung oder Waren anbieten.
Als erstes Camgirl gilt Jennifer Ringley, sie präsentierte zwischen 1996 und 2003 ihr normales Leben per Webcam im Internet unter JenniCam.org. Im deutschsprachigen Raum wurde ab 1998 eine blonde Frau aus dem alpenländischen Raum unter dem Pseudonym Babe bekannt. Es folgten Interviews und Berichte in diversen Medien, darunter dem 1998 gegründeten Internetmagazin Tomorrow und dem damaligen Fernsehsender tm3 in der Sendung Leben & Wohnen von Andrea Sokol.